# سونی اکسپریا زد۳وی
سونی اکسپریا زد۳وی نوع دیگری از اکسپریا زد۳ می‌باشد که منحصرا برای اپراتور Verizon در ایالات متحده می‌باشد.
این اسمارت فون در ۳ سپتامبر ۲۰۱۴ معرفی شد و عملا تفاوتی با الگوی طراحی اکسپریا زد۳ ندارد و فقط چند تغییر کوچک به خود دیده است.

## طراحی
طراحی این اسمارت فون تا حد زیادی شبیه به اکسپریا زد۳ اصلی است. اما تفاوت‌هایی نیز دارد که در ادامه خواهید خواند:
- حذف نام سونی از پشت
- اضافه شدن لوگو وریزون و ۴جی به جای لوگو سونی در پشت
- حذف دو اسپیکر پایین و بالا (در جلو)
- انتقال نام سونی به قسمت جلویی پایین دستگاه
- حذف نام سونی از بالای قسمت جلویی
- ضافه شدن لوگو وریزون بجای لوگو سونی در قسمت بالایی جلو
- قرار گرفتن اسپیکری کوچک در کنار لوگو وریزون[۲][۳][۴][۵]

این اسمارت فون مانند ۱۹ گرم از زد۳ سنگین تر است و دارای ۱۷۱ گرم وزن است که بد نیست ولی خوب هم نیست. این دستگاه با توجه به داشتن گواهینامه آی‌پی ۶۸، در برابر آب و گرد و غبار مقاوم است.

## صفحه نمایش
صفحه نمایش ۵٫۲ اینچی این دستگاه دارای رزولوشن ۱۰۸۰ در ۱۹۲۰ و از نوع آی‌پی‌اس ال‌سی‌دی است و مانند سایر اسمارت فون‌ها از ۱۶٫۷ میلیون رنگ پشتیبانی می‌کند. همچنین مانند همه اسمارت فون‌ها، دارای سنسور روشنایی است که نور صفحه نمایش را با بررسی نور محیط، تنظیم می‌کند. چگالی تصویر این اسمارتفون هم ۴۲۴ پیکسل بر اینچ است.

## دوربین
دوربین این دستگاه مانند زد۳، ۲۰٫۷ مگاپیکسلی است و از فلاش ال‌ای‌دی و گشادگی دوربین F2.0 بهره می‌برد. دوربین جلویی این دستگاه هم ۲٫۲ مگاپیکسل است.
دوربین این اسمارتفون می‌تواند با کیفیت 4K فیلم برداری کند.

## سخت‌افزار
چیپ زد۳وی، کوالکام اسنپ دراگون ۸۰۱ است و سی پی یو آن از چهار هسته تشکیل شده‌است و کلاک ۲٫۵ گیگاهرتزی دارد. شتاب دهنده یا به عبارتی پردازنده گرافیکی این اسمارتفون هم آدرنو ۳۳۰ است. رم این دستگاه، ۳ گیگابایت است.
این دستگاه از میکرواس‌دی پشتیبانی می‌کند.

## باتری
باتری این دستگاه ۳۲۰۰ میلی آمپری است. با توجه به اینکه خانواده زد۳ به باتری‌های قدرتمند معروف اند،انتظار می‌رود که باتری این دستگاه هم بسیار خوب عمل کند.